# Rafael Amar de la Torre
Rafael Amar de la Torre (1802-1874) fue un ingeniero español, miembro fundador del Real Academia de Ciencias Exactas, Físicas y Naturales.
Fue inspector general del Cuerpo de Ingenieros de Minas, presidente de la Junta Superior Facultativa de Minería y vocal de la comisión del Mapa Geológico de España además de profesor de Mineralogía en las Escuelas Especiales de Caminos y de Minas.